# Моріс Еду
Моріс Еду (англ. Edu Maurice Edu, Jr.; нар. 18 квітня 1986, Фонтана, США) — американський футболіст, півзахисник національної збірної США та клубу «Філадельфія Юніон».
Триразовий чемпіон Шотландії. Дворазовий володар Кубка шотландської ліги. Володар Кубка Шотландії.

## Клубна кар'єра
У дорослому футболі дебютував 2007 року виступами за команду клубу «Торонто».
Своєю грою за останню команду привернув увагу представників тренерського штабу клубу «Рейнджерс», до складу якого приєднався 2008 року. Відіграв за команду з Глазго наступні чотири сезони своєї ігрової кар'єри. Більшість часу, проведеного у складі «Рейнджерс», був основним гравцем команди. За цей час двічі виборював титул чемпіона Шотландії.
2012 перейшов до англійського «Сток Сіті», у складі якого закріпитися не зміг і за головну команду якого майже не грав. Частину 2013 року провів в оренді в турецькому «Бурсаспорі».
На початку 2014 року повернувся на батьківщину, де став гравцем клубу «Філадельфія Юніон», спочатку на умовах оренди все з того ж «Сток Сіті», а за рік уклавши повноцінний контракт.

## Виступи за збірні
Протягом 2007—2008 років залучався до складу олімпійської збірної США, у складі якої зіграв у 6 офіційних матчах та був учасником Олімпійських ігор 2008 року.
2007 року дебютував в офіційних матчах у складі національної збірної США. Наразі провів у формі головної команди країни 45 матчів, забивши 1 гол.
У складі збірної був учасником чемпіонату світу 2010 року у ПАР, розіграшу Золотого кубка КОНКАКАФ 2011 року у США, де разом з командою здобув «срібло».

## Досягнення
- Чемпіон Шотландії:

«Рейнджерс»: 2008–2009, 2009–2010, 2010–2011
- Володар Кубка шотландської ліги:

«Рейнджерс»: 2009–2010, 2010–2011
- Володар Кубка Шотландії:

«Рейнджерс»: 2008–2009
- Срібний призер Золотого кубка КОНКАКАФ: 2011